# Mycteridae
Los mictéridos (Mycteridae) son una pequeña familia de coleópteros polífagos asociados a la madera muerta. Algunas especies tienen la cabeza con una trompa larga y es una reminiscencia de los escarabajos hocico del grupo (Entiminae). Algunas especies parecen estar particularmente asociadas con las palmeras.

## Géneros
Incluye los siguientes géneros:
- Subfamilia: Eurypinae
  - Géneros: Abulia - Batobius - Brasilaccoderus - Cleodaeus - Conomorphinus - Conomorphus - Diegoa - Eurypinus - Eurypus - Falsopedilus - Grammatodera - Loboglossa - Lacconotopedilus - Lacconotus - Madrasiindus - Mastilius - Microconomorphus - Mimophyscius - Mycteromimus - Omineus - Phaeogala - Physcius - Physiomorphus - Stictodrya - Stilpnonotus - Thisias - Thisiomorphus - Trichosalpingus - †Bertinotus
- Subfamilia: Hemipeplinae 
  - Géneros: Hemipeplus - Holopeplus
- Subfamilia: Mycterinae
  - Géneros: Mycterus